# Histopona hauseri
Histopona hauseri là một loài nhện trong họ Agelenidae.
Loài này thuộc chi Histopona. Histopona hauseri được Paolo Marcello Brignoli miêu tả năm 1972.